# 側向連續律

側向連續律的圖解

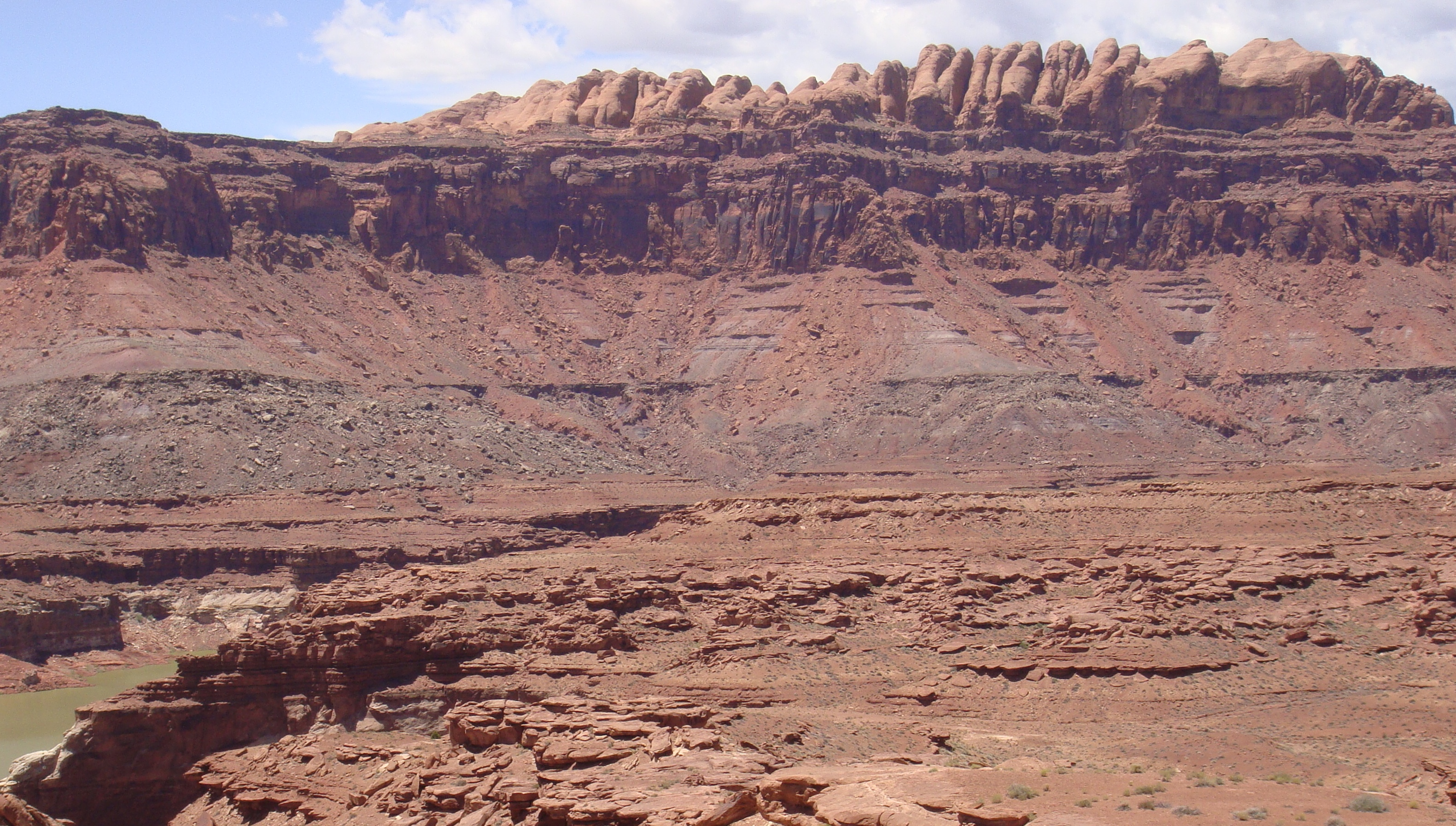
從寒武紀到侏羅紀，科羅拉多大峽谷的地層始終在沈積，這片地層覆蓋了美國西南部數個州的區域

側向連續律（英語：The Principle of Lateral Continuity）是一个地質學定律，它陳述為：沈積岩層是向各個方向連續的, 除非被懸崖、小丘等地形平接、因缺乏沉積物而減少、或因沉積物種類的漸次變化而發生改變。換句話說，它們是側向連續的。這一定律最開始由丹麥地理學家尼古拉斯·斯坦諾提出。
沈積的地層不會無限擴張，地層的界線由沈積物的數量、大小和形狀決定。通常，由於運輸沙粒、礫石的能量不足，無法將較粗的顆粒物運輸到某個區域。 取而代之的是，從傳輸介質中沉降出來的將是較細的顆粒，並且會發生從較粗的顆粒到較細的顆粒的側向過渡。這種地層內沉積物的橫向變化被稱為沈積相。